# Лінденберг Роман Володимирович
Роман Володимирович Лінденберг (11 квітня 1910, Житомир, Російська імперія — 21 березня 1972, Київ , СРСР) — радянський воєначальник, капітан 1-го рангу, командир підводного човна Д-2 «Народоволець» в роки німецько-радянської війни (1940—1945).

## Біографія
Народився 11 квітня 1910 р. в Житомирі.
У вересні 1928 року вступив в Військово-морське училище імені Фрунзе в Ленінграді.
Після завершення навчання в училищі, з жовтня 1932 року по листопад 1934 року — командир БЧ-2-3 підводного човна Д-6 «Якобінець».
У 1935 році закінчив Курси командного складу Навчального загону підводного плавання імені Кірова.
З червня 1935 року по листопад 1935 року — помічник командира підводного човна «АГ-21».
З листопада 1935 року по липень 1938 року — командир підводного човна «Щ-206».
У липні 1938 був арештований НКВС. Перебував в ув'язненні. Був звільнений і 17 квітня 1940 відновлений в кадрах ВМС.
З квітня 1940 року по листопад 1940 року — помічник командира підводного човна Д-6.

### 1941—1945: Командир підводного човнаД-2 «Народоволець»
За висновком російського історика Мирослава Морозова, Роман Лінденберг здійснював командування підводним човном Д-2 «Народоволець» з листопада 1940 рік а по вересень 1945 рік. У 1942 році його підводний човен була зарахована до складу третього ешелону підводних сил, який був розгорнутий до середині вересня.
Капітан 2-го рангу у відставці А. К. Савченко на сторінках Військово-історичного журналу згадує, що підводний човен «Народоволець» виконав свій перший бойовий вихід під час війни з 23 вересня по 4 листопада 1942 року. Роман Лінденберг в цей час носив звання капітана 3-го рангу. В ході цієї вилазки «народовольців» вдалося прорватися в Південну Балтику, де біля острова Борнхольм ними було торпедоване транспортне судно «Якубус Фріц» (водотоннажність 4090 тонн). Через п'ять діб підводний човен «Народоволець» атакував німецький конвой, до складу якого входило два залізничних пороми. За спогадами А. К. Савченко в результаті атаки на одному з них загинуло близько 600 солдатів і офіцерів противника. Незважаючи на переслідування німецьких протичовнових сил Роману Ліндербергу вдалося благополучно повернутися до обложеного Ленінграда, де його екіпаж особисто зустрічав головком Військово-морського флоту Кузнецов Микола Герасимович.
19 жовтня 1942 рік а підводним човном Д-2 «Народоволець» під командуванням Р. В. Ліндерберга був пошкоджений німецький залізничний пором «Дойчланд» ("Deutschland"), що курсував між німецьким містом Зассніц і шведським містом Треллеборг. Під час цього рейсу пором перевозив німецьких військовослужбовців з східного фронту на відпочинок. В результаті нападу загинули 5 солдатів, ще 20 солдат і двоє цивільних пропали безвісти, 27 солдатів і 6 цивільних отримали поранення. Відзначається, що в 1942 році активність радянських підводників на балтійских комунікаціях завжди викликала серйозне занепокоєння і фінського, і німецького командування.
Після війни наслідки цієї ситуації були відображені в спогадах радянського адмірала Володимира Трібуц: Торпедування порома викликало великий шум у шведській і німецькій пресі. Що стосується німецько-фашистського морського командування, то воно під враженням сміливою атаки радянського підводного човна був змушений негайно і навіть відкритим текстом передати всім транспортам, які перебували в цьому районі, розпорядження сховатися в найближчі порти і чекати вказівки. У зв'язку з цим рух транспорту на захід від острова Борнхольм припинився на кілька діб. З дня виходу «Д-2» в море пройшло вже 45 діб. Для бойового походу поблизу головних тилових баз фашистської Німеччини це був термін досить тривалий. Крім політико-морального впливу на чванливого ворога Лінденберг завдав фашистам і суттєві матеріальні збитки, потопивши два великих транспорту. … капітан 2-го рангу Р. В. Лінденберг, цілком підготовлений командир, що вміє поєднувати сміливість і рішучість з обґрунтованим розрахунком.
Всього під час війни підводний човен «Народоволець» під командуванням Романа Лінденберга зробив 4 бойових походу (138 діб), влащтував 12 торпедних атак (витрачено 19 торпед) і потопив 4 транспортних судна противника. Останній бойовий вихід був здійснений в квітні-травні 1945 року.
За інформацією архіву ЦВМА, 16 липня 1945 капітан 2 рангу Лінденберг за ряд заслуг і досягнень був представлений до ордену Нахимова II ступеня, проте нагороджений ним не був. Серед причин подання його до високої нагороди вказані:
- Успішне виконання завдань по дозору і розвідки в південній частині Балтійського моря,
- Бойову підготовку після закінчення війни,
- Потоплення за час війни 5 транспортів противника загальною водотоннажністю 29000 тонн,
- Виявлену при цьому особисту хоробрість.

Радянський військовий діяч і мемуарист Грищенко Петро Денисович описував Романа Лінденберга наступним чином: Роман Володимирович Лінденберг. Високий, худорлявий, підтягнутий, він відрізнявся завжди зібраністю та стриманістю. Це був розумний, спритний і зрілий підводник. Мене завжди захоплювала його тактична кмітливість, в будь-яких умовах обстановку він оцінював швидко, на льоту і діяв грамотно і рішуче.

### Після війни
З вересня 1945 по грудень 1947 рр. а — командир 1-го дивізіону підводних човнів 1-ї бригади ПЛ КБФ.
З грудня 1947 року по березень 1948 рік а командир 10-го дивізіону підводних човнів 3-й бригади ПЛ 7-го ВМФ.
З березня 1948 року по жовтень 1951 рік а — заступник начальника відділу, начальник відділення штабу 7-го ВМФ.
9 липня 1949 присвоєно звання капітан 1 рангу.
З жовтня 1951 року по червень 1960 рік а — начальник Науково-дослідного редакційно-видавничого відділу Чорноморського вищого військово-морського училища, 2-го Вищого військово-морського училища підводного плавання.
З жовтня 1951 року по червень 1960 року а — начальник Науково-дослідного редакційно-видавничого відділу Чорноморського вищого військово-морського училища, 2-го Вищого військово-морського училища підводного плавання, Балтійського вищого військово-морського училища підводного плавання.
З червня 1960 года капітан 1 рангу Лінденберг в запасі.
C лютого 1961 року по березень 1972 року працював вченим секретарем в Інституті електродинаміки АН УРСР в Києві.
Помер 21 березня 1972 року.

## Військові звання
- Капітан-лейтенант (22.06.1941)
- Капітан 3 рангу (23.09.1942)
- Капітан 2 рангу (13.03.1944)
- Капітан 1 рангу (09.07.1949)

## Нагороди
- Орден Леніна (03.11.1953)
- Орден Червоного Прапора (24.02.1943)
- Орден Червоного Прапора (21.11.1944)
- Орден Червоного Прапора (20.06.1949)
- Орден Вітчизняної війни I ступеня (08.02.1945)
- Орден Червоної Зірки (03.11.1944)

медалі в тому числі:
- - Медаль «За оборону Ленінграда»
  - Медаль «За перемогу над Німеччиною у Великій Вітчизняній війні 1941—1945 рр.»
  - Медаль «За взяття Кенігсберга»